# Team SmartStop-Mountain Khakis/Saison 2013
Dieser Artikel listet Erfolge und Fahrer des Radsportteams SmartStop-Mountain Khakis in der Saison 2013 auf.

## Abgänge – Zugänge
| Zugänge                      | Team 2012                          | Abgänge                        | Team 2013                            |
| ---------------------------- | ---------------------------------- | ------------------------------ | ------------------------------------ |
| Isaac Howe                   | 5 Hour Energy                      | Luke Keough                    | UnitedHealthcare Pro Cycling Team    |
| Curtis Winsor                | 5 Hour Energy                      | Benjamin Zawacki               | Hincapie Sportswear Development Team |
| Jackie Simes                 | Jamis-Sutter Home                  | Neil Bezdek                    | Unbekannt                            |
| Bobby Lea                    | Team Cykelcity.se                  | Jerome Townsend                | Unbekannt                            |
| Benjamin Chaddock            | Team Exergy                        | Travis Livermon (bis 28. Juni) | Unbekannt                            |
| Daniel Patten                | Soenens-Contrukt Glas Cycling Team |                                |                                      |
| Frank Travieso               | Team Coco’s                        |                                |                                      |
| Christopher Uberti           | Neoprofi                           |                                |                                      |
| Flavio de Luna (ab 1. Juli)  | SpiderTech-C10                     |                                |                                      |
| Eric Marcotte (ab 1. August) | Neoprofi                           |                                |                                      |
| Travis McCabe (ab 1. August) | Neoprofi                           |                                |                                      |

## Mannschaft
| Name               | Geburtstag        | Nationalität           |              |
| ------------------ | ----------------- | ---------------------- | ------------ |
| Thomas Brown       | 22. Februar 1987  | Vereinigte Staaten     |              |
| Benjamin Chaddock  | 9. April 1985     | Kanada                 |              |
| Jonathan Hamblen   | 26. November 1975 | Vereinigte Staaten     |              |
| Isaac Howe         | 4. März 1986      | Vereinigte Staaten     |              |
| Shane Kline        | 11. April 1989    | Vereinigte Staaten     |              |
| Bobby Lea          | 17. Oktober 1983  | Vereinigte Staaten     |              |
| Flavio de Luna     | 26. Januar 1990   | Mexiko                 |              |
| Eric Marcotte      | 8. Februar 1980   | Vereinigte Staaten     |              |
| Travis McCabe      | 12. Mai 1989      | Vereinigte Staaten     |              |
| Chris Monteleone   | 5. März 1988      | Vereinigte Staaten     |              |
| Clay Murfert       | 22. Februar 1989  | Australien             |              |
| Adam Myerson       | 9. Mai 1972       | Vereinigte Staaten     |              |
| Daniel Patten      | 11. Juli 1986     | Vereinigtes Königreich |              |
| Jackie Simes       | 5. November 1988  | Vereinigte Staaten     |              |
| Frank Travieso     | 21. März 1980     | Vereinigte Staaten     |              |
| Christopher Uberti | 11. Oktober 1987  | Vereinigte Staaten     |              |
| Curtis Winsor      | 19. November 1988 | Vereinigte Staaten     |              |
| Stagiaires         | Stagiaires        | Nationalität           | Nationalität |
| Kristofer Dahl     | Kristofer Dahl    | Kanada                 |              |